# Янссон, Гуннар
Гунна́р Але́ксиус Янссон (швед. Gunnar Alexius Jansson; 17 июля 1910 — ?) — шведский футболист, играл на позиции нападающего. Участник чемпионата мира 1934 года.

## Биография

### Клубная карьера
Всю футбольную карьеру играл за «Ефле», но с этой командой не выиграл никаких титулов.

### Карьера в сборной
Дебютировал за сборную Швеции в товарищеском матче со сборной Польши — Швеция одержала победу со счётом 4:2. В составе сборной Швеции принимал участие на чемпионате мира 1934 года, но на поле не выходил. Всего за сборную Швеции сыграл 2 матча.